# Szary Dom w Warszawie
Szary Dom w Warszawie – zwyczajowa nazwa domu zakonnego Zgromadzenia Sióstr Urszulanek Serca Jezusa Konającego. Ma on siedzibę w zespole budynków znajdujących się na Powiślu w Warszawie między ulicami: Wiślaną (dawniej ul. Księdza Siemca), Dobrą i Gęstą. 
Nazwa powstała i rozpowszechniła się w czasie powstania warszawskiego, kiedy dom służył ludności żywieniem i był ośrodkiem działalności konspiracyjnej. Nawiązuje do szarej elewacji budynku.  

## Historia
Początki obecności szarych urszulanek w stolicy Polski wiążą się z domem przy ulicy Siennej 87, który matka Urszula Ledóchowska przejęła w czerwcu 1924 roku od fundacji Rotwandów. Siostry dalej prowadziły tu istniejącą już wcześniej prywatną szkołę powszechną. Ponieważ matce Urszuli szczególnie zależało na zaradzaniu trudnej sytuacji warszawskich studentek, zorganizowała także internat. Kiedy w następnych latach liczba dzieci i studentek rozrosła się do kilkuset, trzeba było pomyśleć o polepszeniu warunków. Zdecydowano się na budowę nowego domu. Powstał on dzięki darowiźnie rodziny Biernackich – placu przylegającego do ulic: Dobrej, Gęstej i Księdza Siemca (obecnie: Wiślanej) na warszawskim Powiślu. W czerwcu 1930 zaczęto kopać fundamenty pod nowy trzyfrontowy i pięciopiętrowy dom. Prace budowlane trwały do 1934 roku, ale pierwsza grupka studentek wprowadziła się do niego już w 1931. Datą erekcji kanonicznej domu zakonnego jest 7 listopada 1931. Aktu poświęcenia kaplicy dokonał ks. bp Stanisław Gall w dniu 21 października 1932. 
W czasie drugiej wojny światowej siostry prowadziły z ramienia RGO dwie kuchnie – dla dzieci i młodzieży na ok. 1500 osób i dla dorosłych na ok. 2000 osób. Prowadziły tajne komplety Liceum Pedagogicznego i Rocznego Kursu Pedagogicznego (1942-1944), internat dla uczącej się młodzieży, udzielały lokalu na tajne komplety wyższych uczelni: Uniwersytetu Warszawskiego i Uniwersytetu Ziem Zachodnich, a także Wolnej Wszechnicy Polskiej. W okresie powstania warszawskiego dom, znany powszechnie jako „Szary Dom”, służył okolicznej ludności żywieniem, stał się schronieniem dla ludności cywilnej ze zbombardowanych budynków. Na terenie domu istniał punkt opatrunkowy wraz z małym szpitalem pod dyrekcją s. dr Zoﬁ i Wojno. W Szarym Domu zbierała się młodzież harcerska ZHP z kapelanem ks. Janem Zieją. Przez cały okres okupacji niemieckiej działało tu kierownictwo Wojskowej Służby Kobiet Komendy Głównej AK pod kierownictwem gen. Marii Wittekówny. Równie niebezpieczną formą działania sióstr w czasie okupacji był udział w akcji ratowania Żydów, zwłaszcza dzieci. Siostry pomagały przy wyprowadzaniu ich z getta i udzielały schronienia. Szczególną rolę odegrał w tej akcji dom przy ul. Tamki 30, który szare urszulanki przejęły w 1942 roku i w którym do końca wojny prowadziły zakład opiekuńczo-wychowawczy dla ok. 80 dziewcząt, sierot i półsierot, wśród nich także dzieci żydowskie. W czasie powstania warszawskiego, dnia 4 września 1944, Niemcy nakazali przymusową ewakuację wszystkich mieszkańców Szarego Domu. Został wówczas wypalony; pozostały jedynie żelbetonowe mury.
Okres powojenny to czas mozolnego odbudowywania domu i walki o zachowanie prowadzonych dzieł. Gdy władze PRL zabrały zgromadzeniu internat i przedszkole, siostry zajmowały się pracą katechetyczną w paraﬁach, prowadziły kancelarie paraﬁalne i pracowały jako zakrystianki. Przedszkole oﬁcjalnie istniało do 1962 roku, a po zabraniu lokalu przez państwo w ramach pomocy sąsiedzkiej prowadzono je dalej jako „przechowalnię” dla dzieci. Zmiany ustrojowe kraju i zwrot zajętych przez władze PRL pomieszczeń (1989) pozwoliły na podjęcie przez siostry pracy katechetycznej w szkołach warszawskich, na otwarcie przedszkola, drugiego obok państwowego na terenie domu, dla ok. 50 dzieci oraz internatu dla ok. 30 studentek. Siostry zorganizowały i prowadzą grupę Czwartków papieskich, grupę Emaus, grupę Przyjaciół Św. Matki Urszuli Ledóchowskiej, organizują dni skupienia i spotkania różnych grup, zajmują się pracą społeczno-charytatywną. W dzieje Szarego Domu na Wiślanej wpisało się już wielu niezwykłych lokatorów: oprócz samej matki Założycielki Urszuli Ledóchowskiej – Maria Wittek (pseud. Mira), generał WP, ks. Jan Zieja, ks. Bronisław Bozowski, prof. Stefan Swieżawski, prof. Józef Szuleta. Szczególne miejsce zajmuje jednak Ojciec Święty Jan Paweł II, który w latach 1955-1978 mieszkał w naszym domu, gdy przebywał w Warszawie jako kapłan, biskup i kardynał. Stąd w dniu 3 października 1978 udał się do Rzymu na konklawe, na którym 16 października 1978 został wybrany papieżem. Ojciec Święty odwiedził dom podczas swej pielgrzymki do Ojczyzny w czerwcu 1999 roku, gdy poświęcił gmach Biblioteki Uniwersytetu Warszawskiego.

## Architektura
Trzyfrontowy i pięciopiętrowy dom z tarasem, konstrukcja żelbetonowa

## Wnętrze
- kaplica
- pokój papieski

## Pokój papieski
W tym pokoju mieszkał Karol Wojtyła, kiedy w latach 1955-1978 przebywał w Warszawie jako ksiądz, biskup i kardynał. Tu spędził noc z 2 na 3 października 1978, ostatnią przed wyjazdem na konklawe. Wystrój wnętrza zachowano bez większych zmian. W gablotach wystawione są przedmioty związane z Ojcem Świętym Janem Pawłem II – jego sutanna, buty i alba, oraz różne inne, oﬁarowane przez niego Zgromadzeniu. Ten narożny pokój, zwany teraz papieskim, zamieszkiwała w latach 1931-1939 podczas swoich pobytów w Warszawie także m. Urszula Ledóchowska, Założycielka Zgromadzenia. Na rogu ul. Wiślanej i ul. Dobrej znajduje się tablica upamiętniająca pobyty Ojca Świętego Jana Pawła II w Szarym Domu.

## Kaplica
Kaplica mieści się w zachodnim skrzydle domu. Poświęcił ją 21 października 1931, w dniu święta patronki Zgromadzenia, św. Urszuli męczennicy, ks. bp Stanisław Gall. Odbudowaną po zniszczeniach wojennych kaplicę poświęcił ks. kard. August Hlond 13.10.1948, a odnowioną i przebudowaną – ks. bp Władysław Miziołek 31 października 1972. Po lewej stronie kaplicy znajduje się obecnie tablica upamiętniająca posługę kapłańską Karola Wojtyły w latach 1955-1978 w tym miejscu oraz jego wizytę jako Ojciec św. Jan Paweł II w kaplicy Szarego Domu podczas pobytu w 1999 roku. W tylnej części kaplicy można obejrzeć obraz namalowany w 1904 roku przez św. Matkę Urszulę na podstawie obrazu B. E. Murilla: „Niepokalane Poczęcie”.

## Galeria

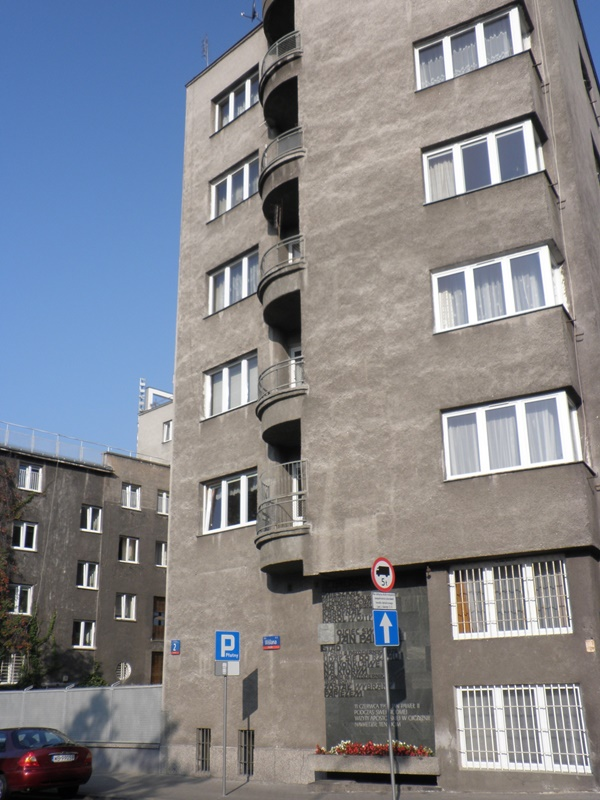
Szary Dom - róg ul. Wiślana/ ul. Dobra
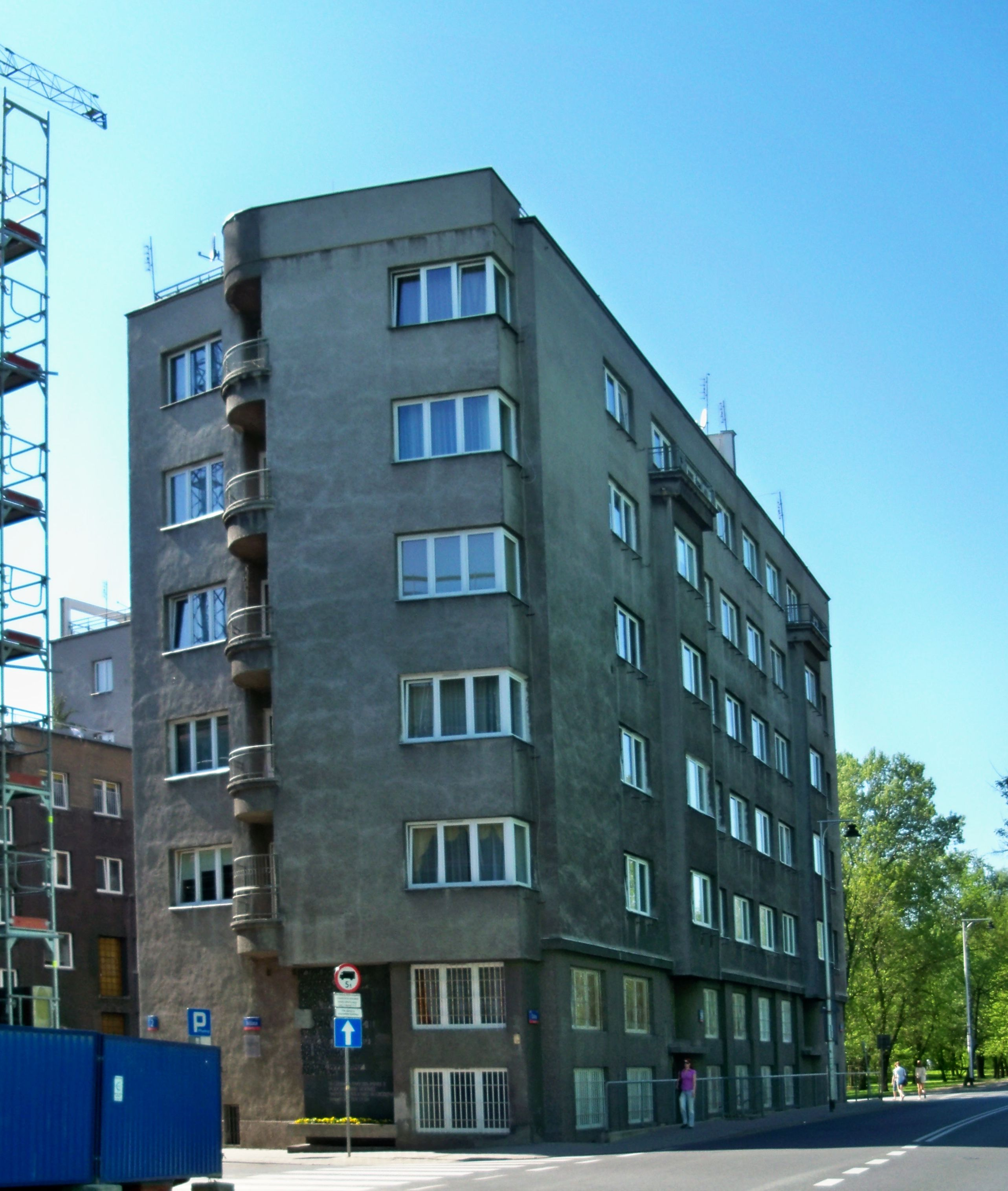
Szary Dom - skrzydło od ul. Dobrej, vis-a-vis Biblioteki Uniwersyteckiej
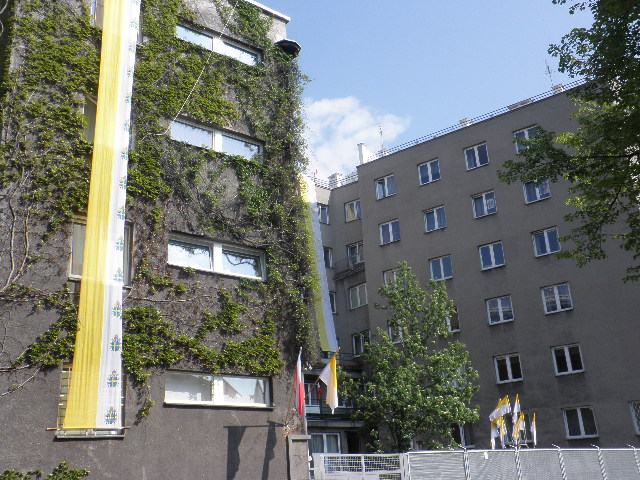
Szary Dom, ul. Wiślana
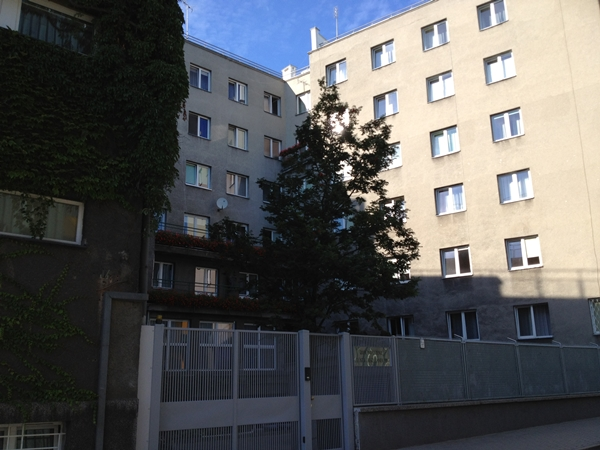
Szary Dom, ul. Wiślana
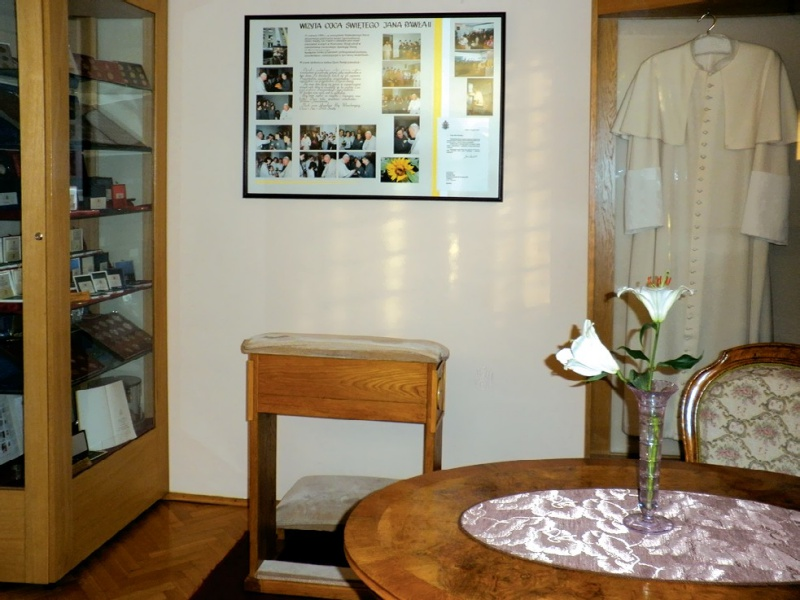
Pokój papieski w Szarym Domu
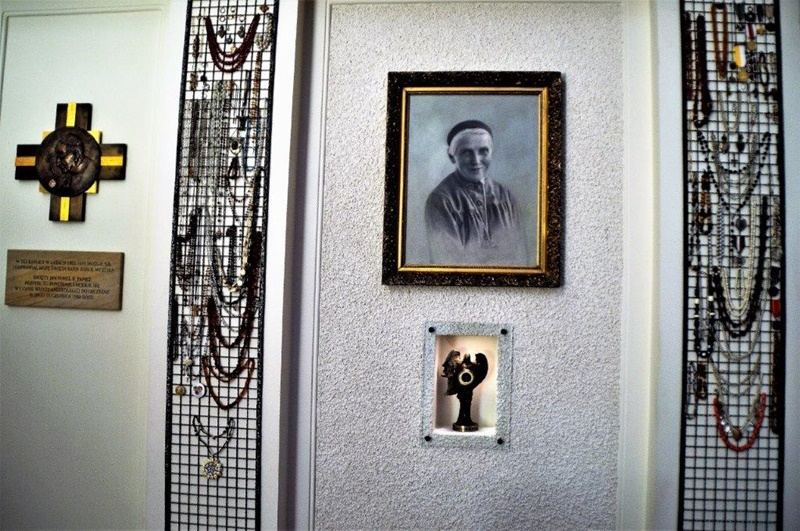
W kaplicy Szarego Domu - relikwie św. Urszuli Ledóchowskiej i tablica upamiętniająca pobyty Jana Pawła II
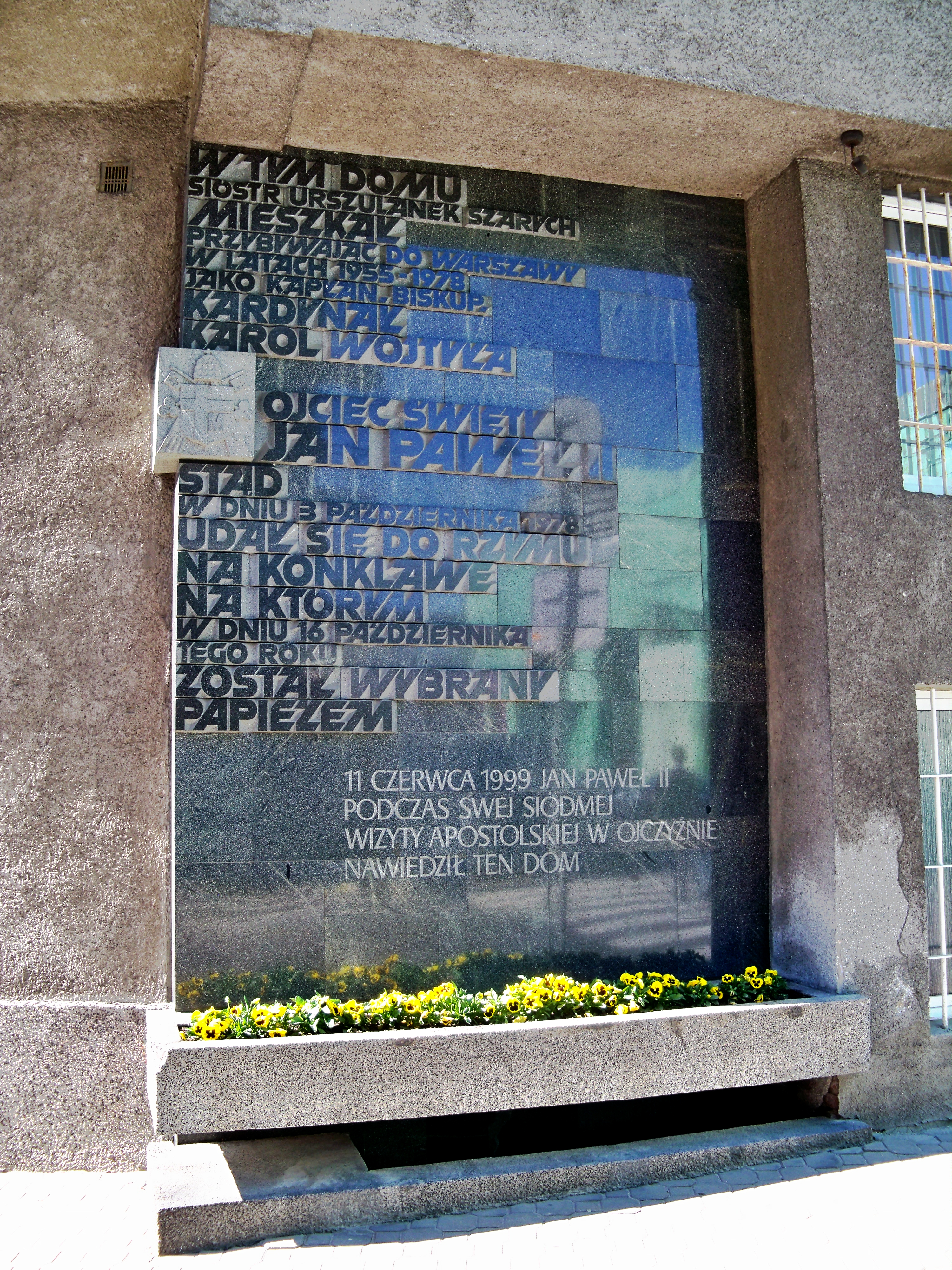
Szary Dom, tablica upamiętniająca pobyty Ojca Świętego Jana Pawła II w tym domu
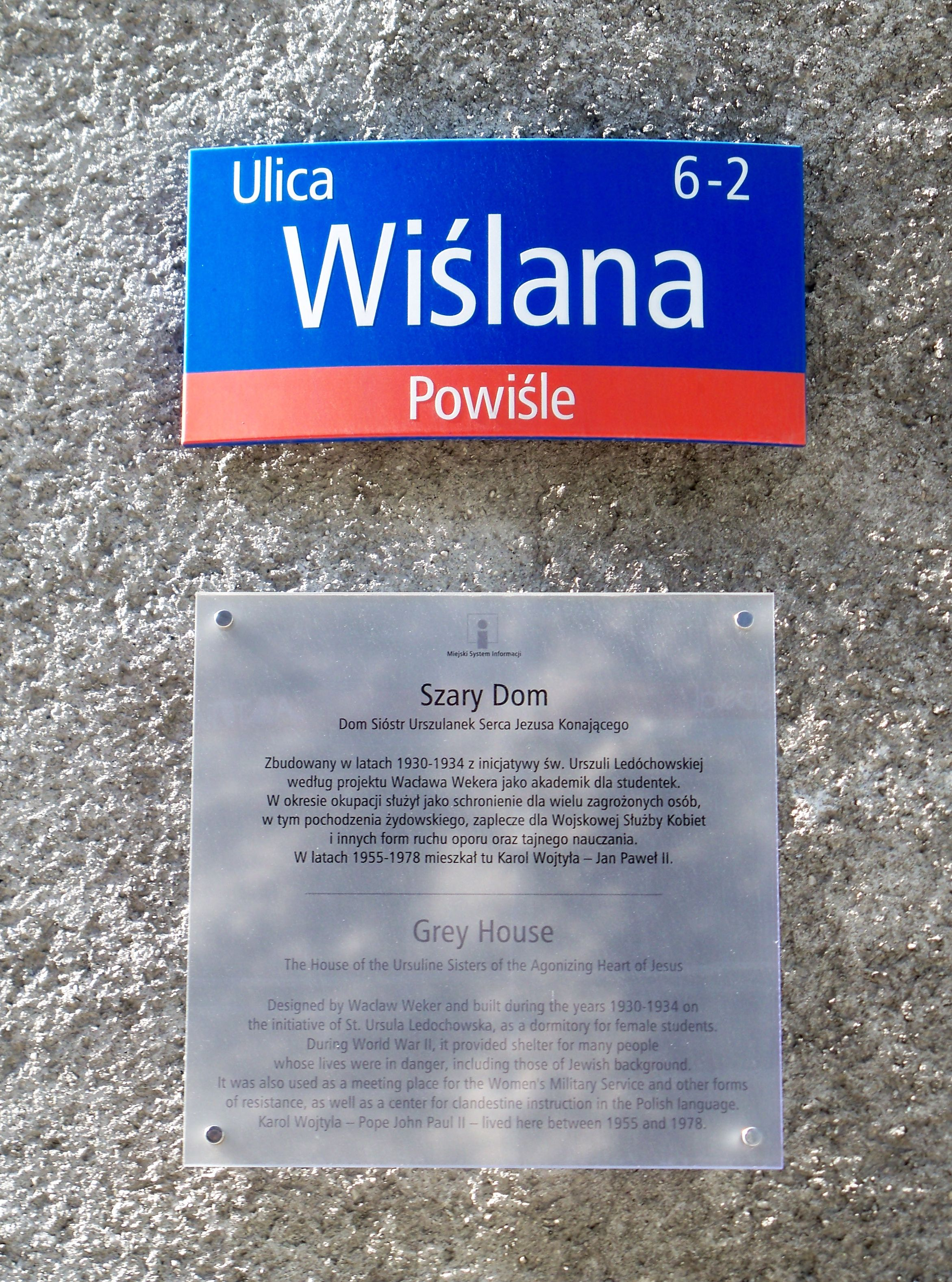
Tablica z krótkim opisem domu
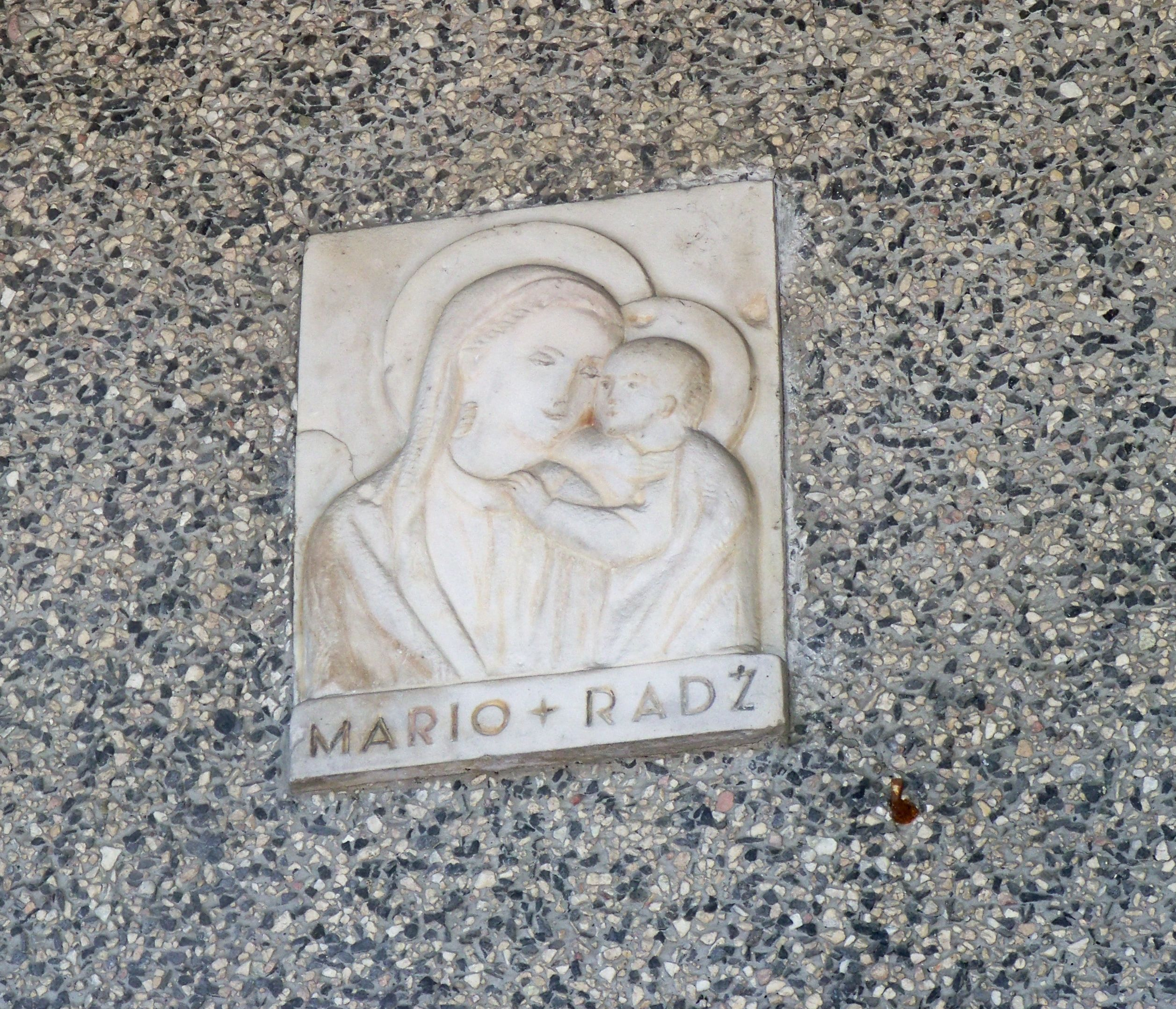
Płaskorzeźba z wizerunkiem Matki Bożej "Mario radź" - patronki domu